# Локатор выстрела
Локатор выстрела — локатор для детектирования и передачи местоположения выстрела из огнестрельного оружия с помощью акустических, оптических и, возможно, других типов датчиков, а также комбинации таких датчиков. Эти системы используются правоохранительными органами, службами безопасности и военными для выявления источника, направления стрельбы и/или вида использованного оружия.
Большинство систем имеют три основных компонента:
- Массив микрофонов и датчиков либо совмещённых, либо географически распределённых
- Блок обработки и анализа информации
- Пользовательский интерфейс, который отображает предупреждения о стрельбе.

## История
Задача определения источника выстрела возникла до Второй мировой войны, когда подобные системы и были впервые использованы.
В начале 1990-х районы Восточный Пало-Альто и Восточный Менло-Парк (Калифорния) стали местом борьбы между преступными группировками, связанными с наркотрафиком. В 1992 году было зарегистрировано 42 убийства в Восточном Пало-Альто, что сделало его первым в Соединённых Штатах по количеству убийств на душу населения. Полиция Менло-Парк часто вызывалась для расследования случаев стрельбы, но способов определения местоположения выстрелов на тот момент не существовало. В конце 1992 года доктор Джон Лар (John C. Lahr), сейсмолог из расположенной рядом Геологической службы США, предложил полиции Менло-Парк применить сейсмологические методы для обнаружения выстрелов. Другие также предлагали полиции Менло-Парк системы обнаружения местоположения выстрелов. Глава полиции организовал встречу с местным изобретателям и предпринимателям, на которой оказался Роберт Шоуин, сотрудник НИИ и эксперт по акустике.
Лар решил продемонстрировать возможности определения выстрелов, полагаясь на свой опыт в определении местоположений и мониторинга землетрясений на Аляске. Была разработана сеть из одного проводного и четырёх радиотелеметрических микрофонов, а его дом в восточном Менло-Парк стал командным центром. Лар модифицировал программное обеспечение, которое обычно использовалось для обнаружения землетрясений, и зарегистрировал данные с более высокой частотой дискретизации, чем нужно для региональной сейсмологии. Предполагалось, что после выстрелов Лар будет определять их местонахождение с помощью своей системы, а его жена будет мониторить радио полиции для независимого подтверждения об их местоположении. Используя эту систему, Лар продемонстрировал полиции и другим, что этот метод очень эффективен, так как система была в состоянии определить местоположение выстрелов с точностью до нескольких десятков метров.

## Примеры
- PILAR (Франция)
- Бумеранг (США)